# John Quelch
Juan Quelch (1666 – 30 de junio de 1704) fue un pirata inglés que tuvo una carrera lucrativa pero muy breve de alrededor de un año. Su principal importancia histórica es que fue la primera persona en ser juzgada por piratería fuera de Inglaterra bajo la Ley del Almirantazgo y, por lo tanto, sin jurado. Estos tribunales del Almirantazgo se habían instituido para hacer frente al aumento de la piratería en los puertos coloniales, donde los tribunales civiles y penales habían resultado ineficaces.

## Carrera pirata
En julio de 1703, el gobernador Joseph Dudley de Boston envió al capitán Daniel Plowman del Charles con una licencia de corsario para atacar barcos franceses y españoles en la costa de Terranova y Arcadia. John Quelch era el lugarteniente de Plowman. Antes de partir de Marblehead, Massachusetts, la tripulación del Charles bajo el mando del intendente Anthony Holding se amotinó y encerró al Plowman enfermo en su camarote. La tripulación eligió a Quelch como capitán, quien giró el Charles hacia el sur. Plowman fue arrojado por la borda, aunque nunca se estableció si estaba vivo o muerto en ese momento. La tripulación saqueó nueve barcos portugueses frente a las costas de Brasil y ganó una gran suma de dinero, a pesar de que Inglaterra y Portugal estaban en paz en ese momento. El Charles contenía grandes cantidades de azúcar brasileña, pieles, telas, armas, polvo de oro y monedas. El valor total del botín se estima en más de £ 10.000 libras esterlinas (£ 1.69 millones a partir de 2021). Antes de su captura, la leyenda dice que la tripulación enterró parte del oro en Isla Star, frente a la costa de Nuevo Hampshire. En el siglo XIX se encontraron algunas monedas de oro escondidas en un muro de piedra.

## Muerte
Cuando el Charles regresó a Marblehead 10 meses después, los tripulantes se dispersaron con su botín. Parte de la tripulación navegó con el pirata y ex corsario Thomas Larimore, quien también fue capturado poco después. En una semana, Quelch estaba en la cárcel porque los portugueses no figuraban en su patente de corso y, lo que es más importante, la reina Ana de Gran Bretanaña y el rey Pedro II de Portugal acababan de convertirse en aliados. Él y otros miembros de su tripulación fueron llevados a Boston para ser juzgados. Este fue el primer juicio de almirantazgo fuera de Inglaterra. Un historiador lo llamó "el primer caso de asesinato judicial en Estados Unidos". El viernes 30 de junio de 1704, los piratas marcharon a pie por Boston hasta Scarlet's Wharf acompañados por una guardia de mosqueteros, varios oficiales y dos ministros, mientras que al frente llevaban un remo de plata, el emblema del Almirantazgo británico. Al llegar a la horca, el ministro (al parecer Cotton Mather ) les dio a los piratas un largo y ferviente sermón. Todos los piratas mostraron arrepentimiento en sus rostros excepto el Capitán Quelch. Antes de ser ahorcado, Quelch dio un paso al frente mientras sostenía su sombrero e hizo una reverencia a los espectadores. También dio un breve discurso y les advirtió: "Deberían tener cuidado de cómo trajeron el dinero a Nueva Inglaterra para que lo ahorcaran". Sus cuerpos fueron enterrados entre las marcas de la marea.

## Charles
El Charles fue un buque de ochenta toneladas construido en Boston entre 1701 y 1703. Era propiedad de algunas de las personas más destacadas de Boston y estaba equipada para navegar en corso frente a la costa de Terranova y Arcadia.

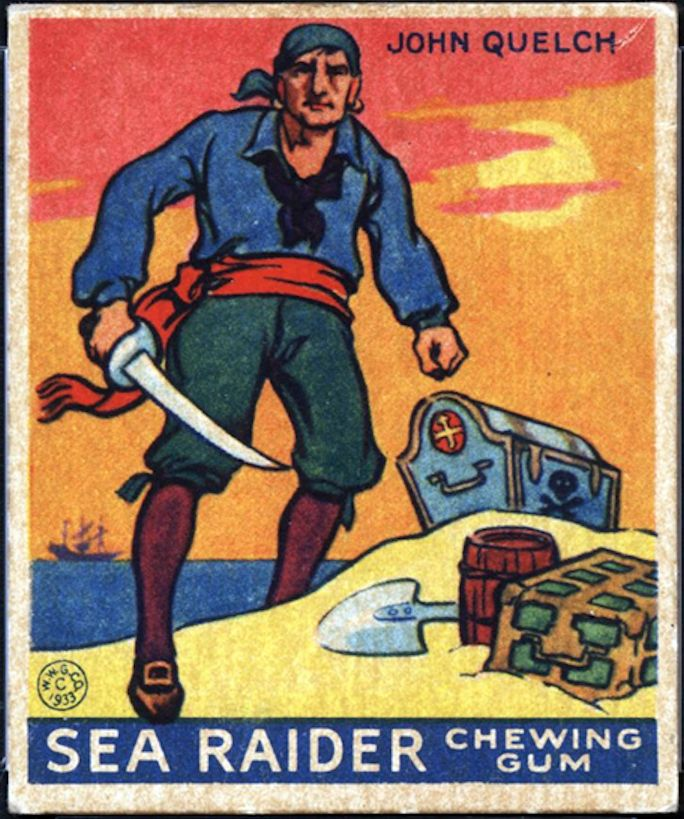
Capitán John Quelch

### Tripulación
Aquí sigue una lista de todos los tripulantes conocidos a bordo del Charles mientras Quelch era el capitán.
- Austin, James
- Breck, John
- Carter, Dennis
- Carter, John
- Chevalle, Daniel
- Clifford, John
- Chuley, Daniel
- Davis, Gabriel
- Dorothy, John
- Dunbar, Nicholas
- Farrington, Thomas
- Giddens, Paul
- Harwood, John
- Holding, Anthony
- Hutnot, Joseph
- James, Charles
- Johnson, Isaac
- Jones, William
- King, Charles
- King, Francis
- King, John
- Lambert, John
- Lawson, Nicholas
- Lawrence, Richard
- Miller, John
- Norton, George
- Pierse, George
- Perkins, Benjamin
- Parrot, James
- Pattison, James
- Perkins, Benjamin
- Peterson, Erasmus
- Pitman, John
- Pimer, Matthew
- Quelch, Captain John
- Quittance, John
- Rayner, William
- Richardson, Nicholas
- Roach, Peter
- Scudamore, Christopher
- Templeton, John
- Thurbar, Richard
- Whiting, William
- Way, John
- Wiles, William

De los anteriores, seis, incluido Quelch, fueron ahorcados. Más de la mitad de la tripulación escapó de la captura. Parrot, Clifford y Pimer habían convertido las pruebas de Queen y escaparon del enjuiciamiento. Se descubrió que John Templeton era solo un sirviente en el barco y ni siquiera tenía 14 años, por lo que fue liberado.

### Old Roger

Old Roger

El mito popular dice que John Quelch ondeaba una bandera pirata a la que su tripulación se refería como Old Roger. A veces se considera que es el origen del nombre Jolly Roger. Se alega que su tema fue tomado prestado más tarde por Barbanegra y también por Bartholomew "Black Bart" Roberts. No hay evidencia alguna de que Quelch ondeara otra bandera que no sea la Bandera de St. George o posiblemente la bandera de un corsario de St. George cuarteada sobre un fondo rojo similar a los colores de los comerciantes británicos de hoy. El testimonio de la sala del tribunal de la tripulación sostuvo que la bandera de Inglaterra había ondeado en todo momento. El origen de este mito de la bandera de Quelch se describe como que tiene "en el medio una anatomía con un reloj de arena en una mano y un dardo en el corazón del que salen tres gotas de sangre en la otra". muy probablemente proviene de la licencia poética de Ralph D. Paine, un escritor popular de principios del siglo XX. Ninguno de los principales involucrados en el asunto, ni siquiera el gobernador o la acusación, mencionó jamás que Quelch empleara esos colores.